# Ciemna gwiazda
Ciemna Gwiazda (ang. Dark Star) – amerykański filmowy thriller sci-fi w reżyserii Johna Carpentera z roku 1974.

## Obsada
- Cookie Knapp – Komputer-Matka
- Cal Kuniholm – Boiler
- Brian Narelle – Doolitle
- Dre Pahich – Talby
- Nick Castle – Obcy
- Joe Saunders – Komandor Powell